# Jan Bednarek
Jan Kacper Bednarek (Słupca, 12 de abril de 1996) es un futbolista polaco que juega de defensa en el F. C. Porto de la Primeira Liga de Portugal.

## Trayectoria
Debutó en el año 2013 con el Lech Poznań con 17 años y en su segunda temporada en el club ganó la Ekstraklasa. En busca de minutos, fue cedido al Górnik Łęczna de cara a la temporada 2015-16. Tras esa campaña volvería a Poznań y llegó a disputar un total de 27 partidos en la Ekstraklasa 2016-17, todos ellos como titular.
Sus actuaciones no pasaron desapercibidas y el 1 de julio de 2017 se anunció su fichaje por el Southampton F. C. a cambio de 5 millones de libras. El 14 de abril de 2018 anotó su primer gol en la Premier League; fue en una derrota por 2-3 ante el Chelsea F. C. y se convirtió en el tercer futbolista polaco en marcar en toda la historia de dicha competición.
El 2 de febrero de 2021 anotó un gol en propia puerta y cometió un penalti sobre Anthony Martial que le costó la expulsión en la derrota por 9-0 ante el Manchester United F. C. en Old Trafford. La decisión del árbitro fue muy protestada, e incluso en la rueda de prensa posterior al encuentro Ole Gunnar Solskjær, el entrenador rival, reconoció que no debería haber visto una tarjeta roja que posteriormente le fue retirada después de que el club presentara un recurso.
En cinco años tuvo participación en más de 150 partidos antes de ser cedido al Aston Villa F. C. el 1 de septiembre de 2022. En este equipo solo jugó cuatro encuentros y volvió a Southampton en el mes de enero. Finalmente fueron ocho las temporadas que estuvo en el club, con el que disputó 254 partidos, marcó once goles y consiguió un ascenso a la Premier League en la temporada 2023-24.
El 28 de julio de 2025 fue traspasado al F. C. Porto y firmó un contrato hasta 2029.

## Selección nacional
Es internacional absoluto con Polonia, con la que participó en el Mundial 2018 jugando los tres partidos de su selección, que quedó eliminada en la primera fase, y anotó el gol de la victoria contra Japón en el último encuentro.
En mayo de 2021 fue convocado para participar en la Eurocopa 2020, torneo el que Polonia tampoco pasó de la fase de grupos. El año siguiente fue llamado para disputar el Mundial 2022. En esta edición alcanzaron los octavos de final por primera vez desde 1986 y disputó los últimos minutos ante Francia en dicha ronda.

### Participaciones en Copas del Mundo
| Mundial      | Sede  | Resultado        | Partidos | Goles |
| ------------ | ----- | ---------------- | -------- | ----- |
| Mundial 2018 | Rusia | Primera fase     | 3        | 1     |
| Mundial 2022 | Catar | Octavos de final | 1        | 0     |

### Participaciones en Eurocopas
| Copa                 | Sede     | Resultado    | Partidos | Goles |
| -------------------- | -------- | ------------ | -------- | ----- |
| Eurocopa sub-21 2017 | Polonia  | Primera fase | 3        | 0     |
| Eurocopa 2020        | Europa   | Primera fase | 3        | 0     |
| Eurocopa 2024        | Alemania | Primera fase | 3        | 0     |

## Clubes
| Club                       | País       | Año       |
| -------------------------- | ---------- | --------- |
| Lech Poznań                | Polonia    | 2013-2017 |
| Górnik Łęczna (cedido)     | Polonia    | 2015-2016 |
| Southampton F. C.          | Inglaterra | 2017-2025 |
| Aston Villa F. C. (cedido) | Inglaterra | 2022-2023 |
| F. C. Porto                | Portugal   | 2025-     |

## Palmarés

### Títulos nacionales
| Título               | Club        | País    | Año  |
| -------------------- | ----------- | ------- | ---- |
| Ekstraklasa          | Lech Poznań | Polonia | 2015 |
| Supercopa de Polonia | Lech Poznań | Polonia | 2016 |

### Distinciones individuales
| Distinción                                    | Año  |
| --------------------------------------------- | ---- |
| MVP contra Japón en la Copa Mundial de Fútbol | 2018 |